# Список главных тренеров, выигравших клубный чемпионат мира по футболу

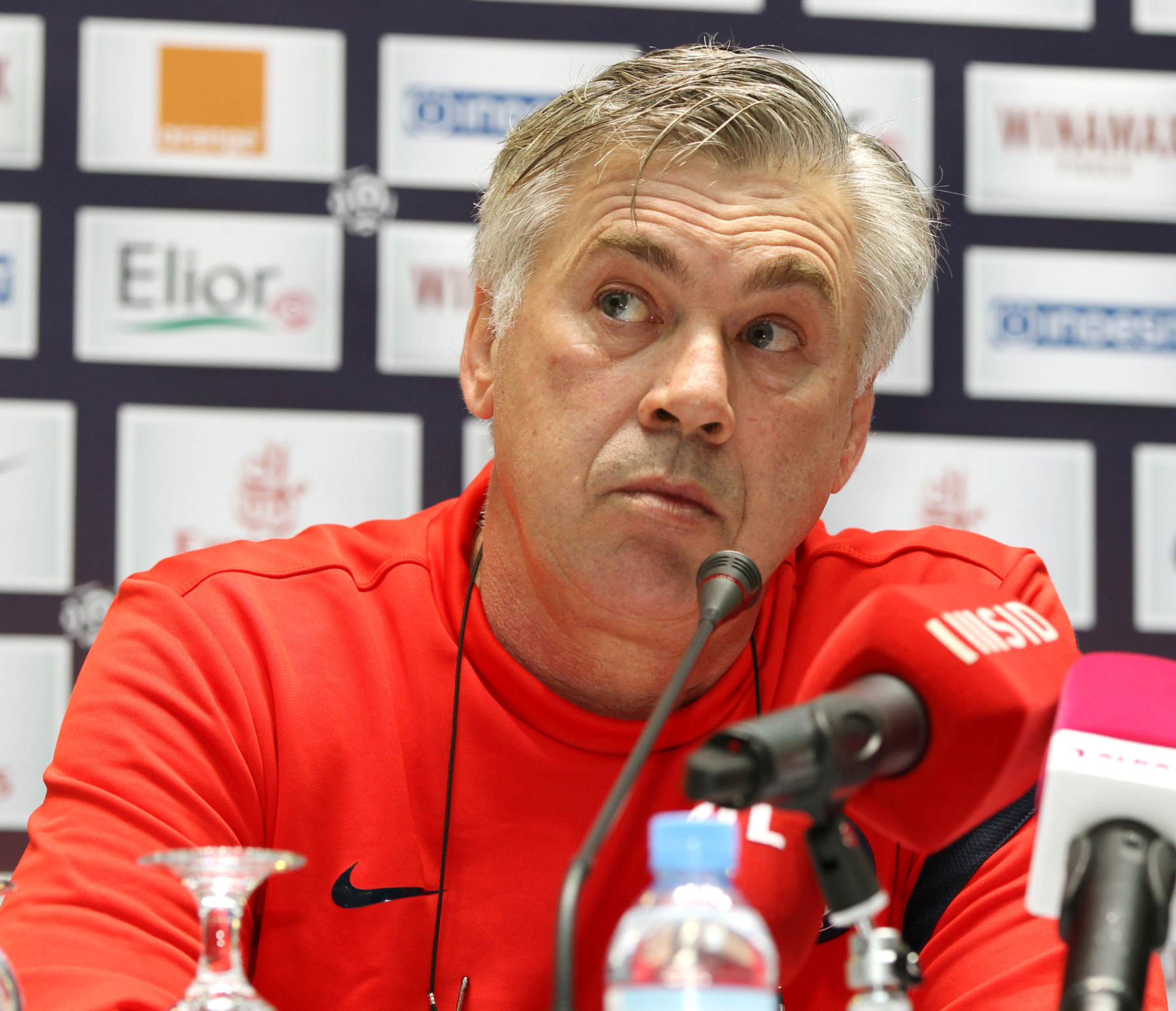
Карло Анчелотти, действующий победитель Клубного чемпионата мира, наиболее титулованный тренер, наравне с Хосепом Гвардиолой, выигравший с двумя командами три клубных чемпионата мира.

Ниже представлен список главных тренеров, выигравших клубный чемпионат мира по футболу (КЧМ). Первый розыгрыш турнира состоялся в 2000 году с участием представителей всех континентальных федераций, входящих в ФИФА. В 2005 году КЧМ официально пришёл на смену Межконтинентальному кубку в качестве турнира по определению сильнейшей клубной команды мира. Все розыгрыши турнира выиграли представители Европы и Южной Америки.
Первым тренером, выигравшим КЧМ, стал бразилец Освалдо де Оливейра с «Коринтиансом» в 2000 году. Самую заметную роль среди тренеров-победителей играют представители Бразилии и Испании — граждане этих стран выиграли по четыре турнира. При этом от Бразилии трофей завоёвывали четыре разных специалиста, а от Испании — два. Наиболее титулованным тренером в истории турнира является Хосеп Гвардиола. Он дважды приводил к победе родную «Барселону», а в 2014 году завоевал третий титул уже с германской «Баварией». Ещё один испанский тренер, Рафаэль Бенитес, выиграл трофей в 2010 году, но является единственным тренером, проигравшим в финале дважды (в 2005 году с «Ливерпулем» и в 2012 — с «Челси»).
Уникальным тренером, выигравшим как Межконтинентальный кубок, так и клубный чемпионат мира, является шотландский специалист сэр Алекс Фергюссон — в 1999 году вместе с «Манчестер Юнайтед» он обыграл в матче за МК бразильский «Палмейрас», а в 2008 году с той же командой выиграл финал КЧМ у эквадорского ЛДУ Кито.

## Список победителей по годам

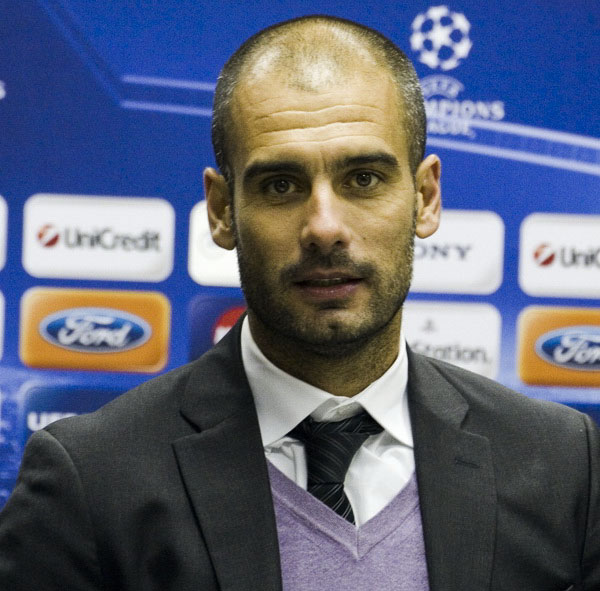
Хосеп Гвардиола — наиболее титулованный тренер, наравне с Карло Анчелотти, выигравший с двумя командами три клубных чемпионата мира.

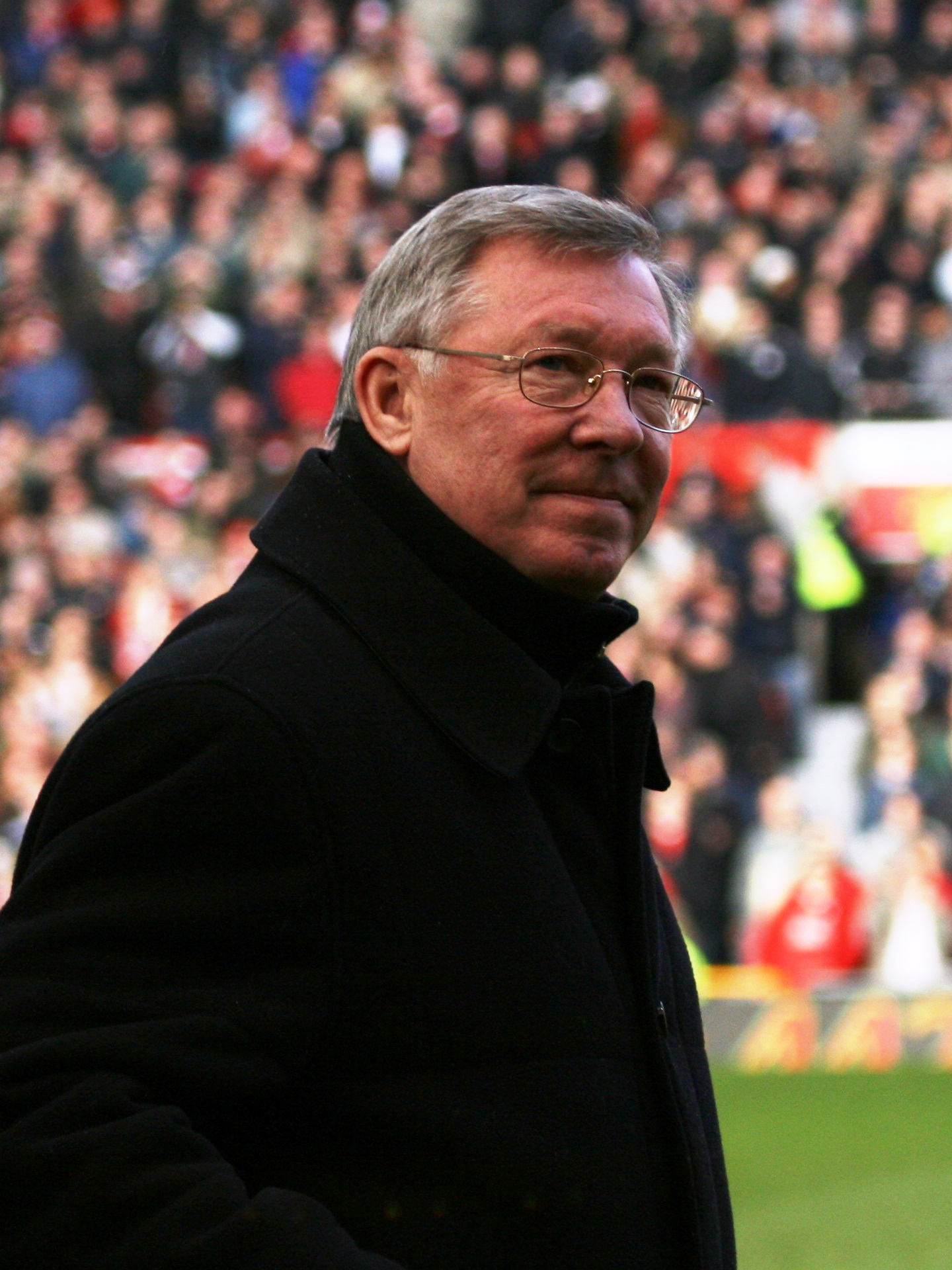
Алекс Фергюсон — единственный тренер, выигравший как Межконтинентальный кубок, так и клубный чемпионат мира.

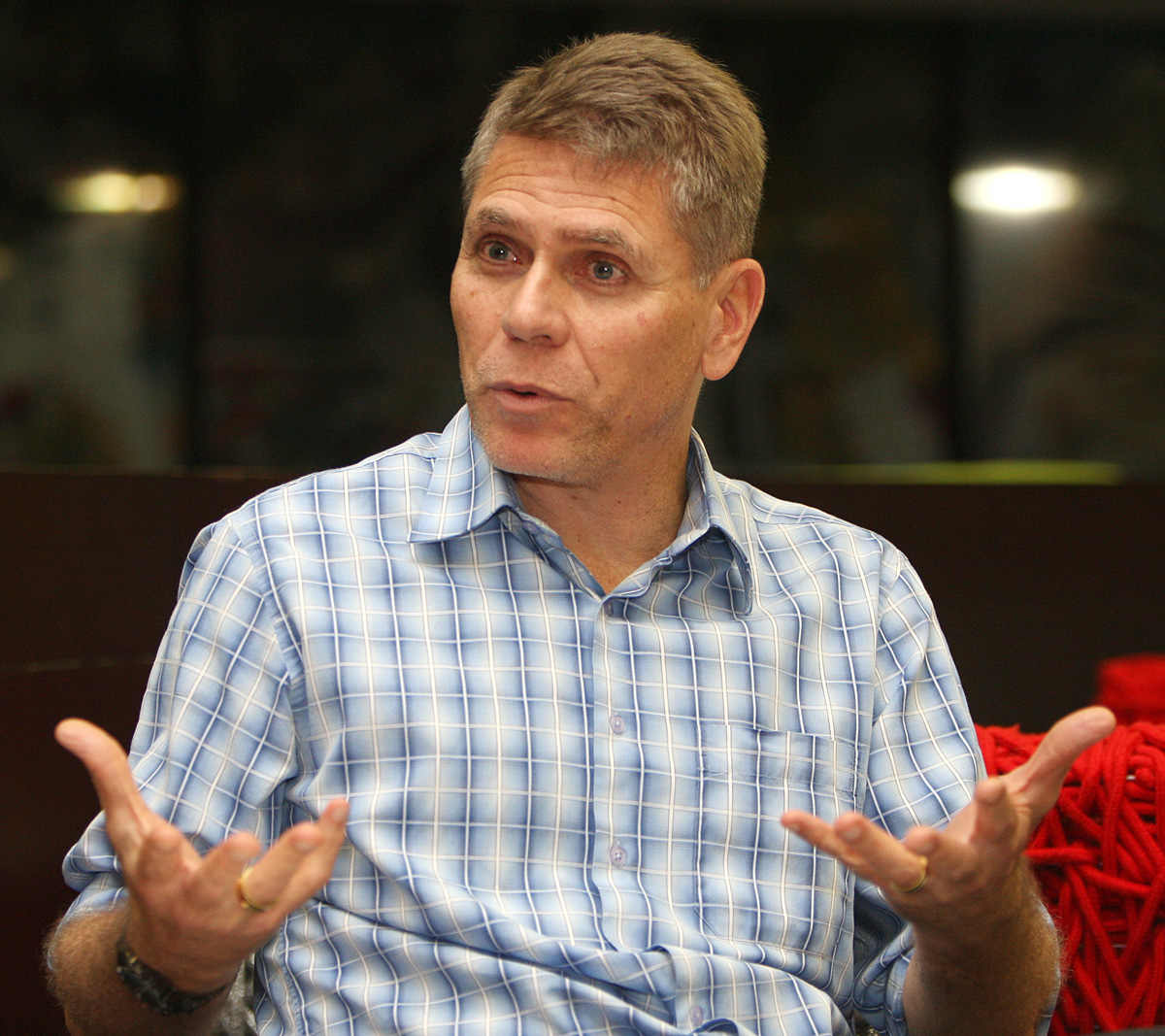
Пауло Аутуори стал первым тренером, выигравшим КЧМ в 2005 году, после того, как этот турнир официально заменил Межконтинентальный кубок.

| Финал | Гражданство | Тренер-победитель   | Страна   | Клуб              | Прим.  |
| ----- | ----------- | ------------------- | -------- | ----------------- | ------ |
| 2000  | Бразилия    | Освалдо де Оливейра | Бразилия | Коринтианс        | [ 3 ]  |
| 2005  | Бразилия    | Пауло Аутуори       | Бразилия | Сан-Паулу         | [ 4 ]  |
| 2006  | Бразилия    | Абел Брага          | Бразилия | Интернасьонал     | [ 5 ]  |
| 2007  | Италия      | Карло Анчелотти     | Италия   | Милан             | [ 6 ]  |
| 2008  | Шотландия   | Алекс Фергюсон (2)  | Англия   | Манчестер Юнайтед | [ 8 ]  |
| 2009  | Испания     | Хосеп Гвардиола     | Испания  | Барселона         | [ 9 ]  |
| 2010  | Испания     | Рафаэль Бенитес     | Италия   | Интернационале    | [ 10 ] |
| 2011  | Испания     | Хосеп Гвардиола (2) | Испания  | Барселона         | [ 11 ] |
| 2012  | Бразилия    | Тите                | Бразилия | Коринтианс        | [ 12 ] |
| 2013  | Испания     | Хосеп Гвардиола (3) | Германия | Бавария           | [ 13 ] |
| 2014  | Италия      | Карло Анчелотти (2) | Испания  | Реал Мадрид       | [ 14 ] |
| 2015  | Испания     | Луис Энрике         | Испания  | Барселона         | [ 15 ] |
| 2016  | Франция     | Зинедин Зидан       | Испания  | Реал Мадрид       | [ 16 ] |
| 2017  | Франция     | Зинедин Зидан (2)   | Испания  | Реал Мадрид       | [ 16 ] |
| 2018  | Аргентина   | Сантьяго Солари     | Испания  | Реал Мадрид       | [ 17 ] |
| 2019  | Германия    | Юрген Клопп         | Англия   | Ливерпуль         | [ 18 ] |
| 2020  | Германия    | Ханс-Дитер Флик     | Германия | Бавария           |        |
| 2021  | Германия    | Томас Тухель        | Англия   | Челси             |        |
| 2022  | Италия      | Карло Анчелотти (3) | Испания  | Реал Мадрид       |        |

## Главные тренеры по гражданству
В этой таблице указано количество побед по гражданству главных тренеров.
| Национальность | Количество побед |
| -------------- | ---------------- |
| Испания        | 5                |
| Бразилия       | 4                |
| Германия       | 3                |
| Италия         | 3                |
| Франция        | 2                |
| Аргентина      | 1                |
| Шотландия      | 1                |